# Afton, Minnesota
Afton là một thành phố thuộc quận Washington, tiểu bang Minnesota, Hoa Kỳ. Năm 2010, dân số của thành phố này là 2886 người.

## Dân số
- Dân số năm 2000: 2839 người.
- Dân số năm 2010: 2886 người.